# 漪刺蛾属
漪刺蛾属（学名：Iraga）为刺蛾科的一个属。

## 下属物种
本属包括以下物种：
- 漪刺蛾 Iraga rugosa (Wileman, 1911)